# Бластула

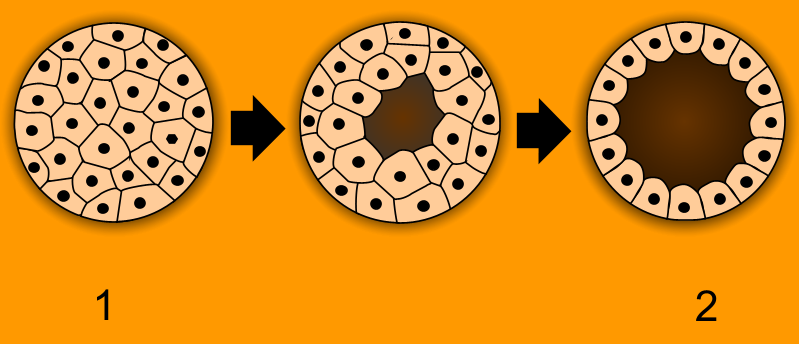
Процес бластуляції. 1 — морула, 2 — бластула

Бла́стула (лат. blastula від грец. βλαστος — «паросток») — одна із стадій розвитку зародка багатоклітинних тваринних організмів, якою завершується процес дроблення заплідненої яйцеклітини. Процес утворення бластули називається бластуля́цією.
Будова бластули різних тваринних організмів неоднакова і залежить від будови та способу дроблення яйця. Так, при повному радіальному його дробленні бластула має кулясту форму; всередині її утворюється порожнина — бластоцель; при спіральному дробленні утворюється бластула без порожнини.